# Sala Price
La Sala Price, o Gran Price, va ser una sala polivalent de la ciutat de Barcelona situada al carrer Floridablanca cantonada amb carrer de Casanova. Va acollir combats de boxa, lluita lliure, partits de basquetbol i altres esdeveniments. Després d'uns anys sense poder-se fer servir, el mes de maig de 1963 l'espai es reacondiciona per la pràctica del basquetbol i es tornen a celebrar partits a la pista. L'any 1972 la sala va ser clausurada ofegada pels deutes, i a finals d'any la constructora Nuñez i Navarro n'inicià la demolició.
S'hi va presentar, l'any 1970, el disc Dioptria de Pau Riba, que els responsables del Palau de la Música Catalana es van negar a acollir, en una nit mítica de la història de la música progressiva catalana.
El 25 d'abril de 1970 va acollir el 1er Festival Popular de Poesia Catalana, on hi van participar "Pere Quart" (Joan Oliver), Salvador Espriu, Gabriel Ferrater, Joan Brossa, Joan Vinyoli, entres d'altres.